# 하야시 다케노리
하야시 다케노리(일본어: 林 丈統, 1980년 10월 4일 ~ )는 일본의 전 축구 선수이다.

## 구단 경력
과거 제프 유나이티드 지바, 교토 상가 FC, 주빌로 이와타, BEC 테로 사사나, 오이타 트리니타에서 활동하였다.